# Giles Gilbert Scott

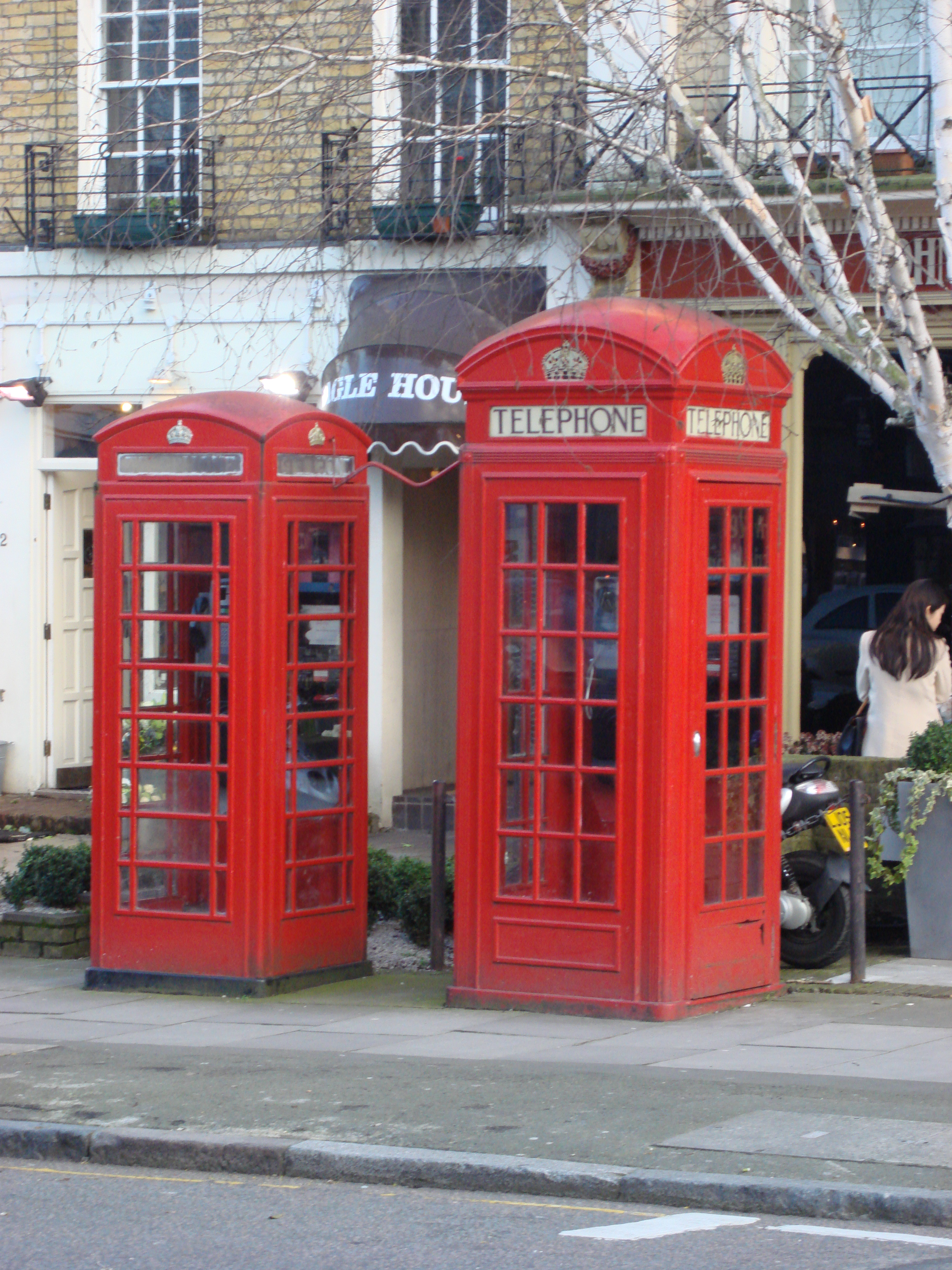
Rote Telefonzelle, Modelle K6 (links) und K2

Sir Giles Gilbert Scott, OM (* 9. November 1880 in Hampstead; † 8. Februar 1960 in London) war ein britischer Architekt. Er ist bekannt für Gebäude wie die Liverpool Cathedral, die Kraftwerke Bankside Power Station und Battersea Power Station oder die Bibliothek der Universität Cambridge. Außerdem hat er als Sieger eines Design-Wettbewerbs der britischen Postbehörde 1924 die berühmten roten Telefonzellen (Typ K2) mit Kuppeldach entworfen. Er war bekannt dafür, Neugotik mit modernen Baumethoden zu kombinieren, und verwandelte dadurch funktionale Gebäude in beliebte Sehenswürdigkeiten.

## Familie
Scott wurde in eine Familie berühmter Architekten geboren, er war der Sohn von George Gilbert Scott jr., Enkel von George Gilbert Scott, Neffe von John Oldrid Scott, und Bruder von Adrian Gilbert Scott. Als er drei Jahre alt war, wurde sein Vater für geisteskrank erklärt. Scott erklärte später, er habe seinen Vater nur noch zweimal gesehen. Auf Anraten seines Vaters wurde er ins Beaumont College geschickt. Die Wahl erfolgte nicht aus erzieherischen Gründen, sondern weil sein Vater die Architektur dieser römisch-katholischen Schule bewunderte.

## Architekturstudium
Scotts Mutter war der Ansicht, dass ihre Söhne die Familientradition aufrechterhalten und Architekten werden sollten. Er wurde ab 1899 während drei Jahren durch den Architekten Temple Luddington Moore unterrichtet. Moore, ein ehemaliger Schüler von Scotts Vater, arbeitete lieber bei sich zuhause, während er Scott das Büro überließ. So konnte dieser seinen eigenen architektonischen Stil entwickeln, auf der Grundlage der Arbeiten seines Vaters. Dessen Bauwerke betrachtete er als weitaus gelungener als die seines Großvaters (eine Meinung, die von den meisten Architekturkritikern nicht geteilt wird).

## Liverpool Cathedral

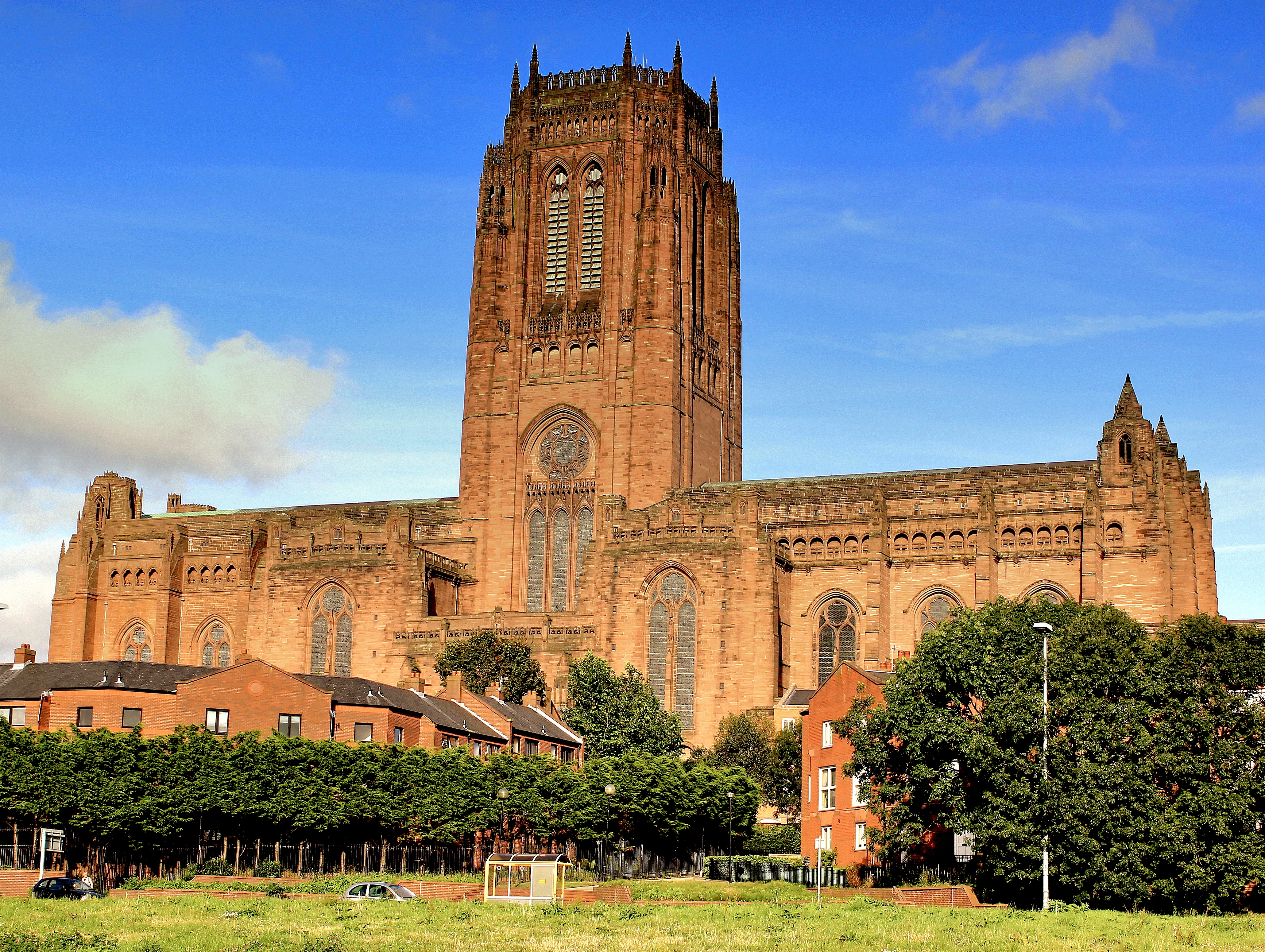
Liverpool Cathedral

Giles Gilbert Scott ist wahrscheinlich am besten bekannt für seine Arbeit an der Liverpool Cathedral. Als 1902 ein Architekturwettbewerb für „eine anglikanische Kathedrale des 20. Jahrhunderts“ ausgeschrieben wurde, begann Scott zuhause in Battersea während seiner Freizeit an den Bauplänen zu arbeiten. Groß war seine Überraschung, als er als einer von fünf Architekten für die zweite Runde ausgewählt wurde (der Entwurf seines Arbeitgebers war durchgefallen). Die Überraschung war noch größer, als er 1903 den Wettbewerb für sich entschied.
Scott war erst 22 Jahre alt, relativ unerfahren (er hatte zuvor lediglich einige Privathäuser entworfen) und römisch-katholisch. Aus diesem Grund beschlossen der Dekan und das Domkapitel des Bistums Liverpool, dass Scott mit George Frederick Bodley zusammenarbeiten sollte. Die beiden kamen allerdings nicht gut miteinander aus, da sich Bodley zu sehr mit seinen eigenen Projekten beschäftigte. Scott stand kurz davor, den Auftrag zurückzugeben, als Bodley 1907 unerwartet starb. Dies erlaubte es Scott, alleine weiterzuarbeiten, und er änderte prompt die Pläne für die Lady Chapel.
1910 wurde Scott bewusst, dass er mit dem Hauptentwurf, der nach einer traditionellen gotischen Kathedrale im Stil des 19. Jahrhunderts aussah, nicht mehr zufrieden war. Er drängte die Kathedralenkommission dazu, die Pläne umfassend überarbeiten zu dürfen (zu diesem Zeitpunkt waren bereits einige Mauern errichtet worden). Scott vereinfachte den Entwurf, wodurch das Gebäude symmetrischer wurde; anstatt zweier kleinerer Türme wurde nun ein einziger, großer Turm gebaut.
Scott beschäftigte sich sein ganzes Leben lang mit der Kathedrale und überarbeitete von Zeit zu Zeit die Baupläne. Er entwarf jeden einzelnen Teil der Kathedrale bis hin zum kleinsten Detail. Nach der Fertigstellung des Chors und des ersten Querschiffs konnte die Kathedrale 1924 geweiht werden. Die Arbeiten am Turm wurden 1942 beendet, doch der erste Teil des Hauptschiffs konnte erst 1961 übergeben werden. Erst 1980 war die Kathedrale fertiggestellt.

## Andere frühe Arbeiten
Während Scott noch mehr schlecht als recht mit Bodley in Liverpool zusammenarbeitete, konnte er 1906 seine erste Kirche fertigstellen, die römisch-katholische Church of the Annunciation in Bournemouth. Mit weiteren Kirchen, darunter in Sheringham, Ramsay, Northfleet und Liverpool, wurde er bald in Architekturkreisen als Vertreter eines einfachen gotischen Stils bekannt. Scott heiratete Louise Wallbank Hughes, die am Empfang im Adelphi Hotel in Liverpool arbeitete; seine Mutter war nicht begeistert, als sie erfuhr, dass ihre künftige Schwiegertochter protestantisch war. Während des Ersten Weltkriegs war Scott Major der Royal Marines und war für den Bau von Befestigungsanlagen am Ärmelkanal zuständig.

## Zwischenkriegszeit

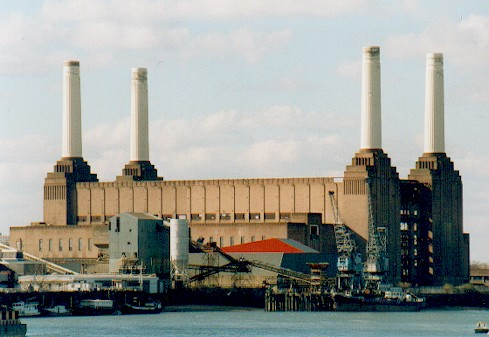
Battersea Power Station

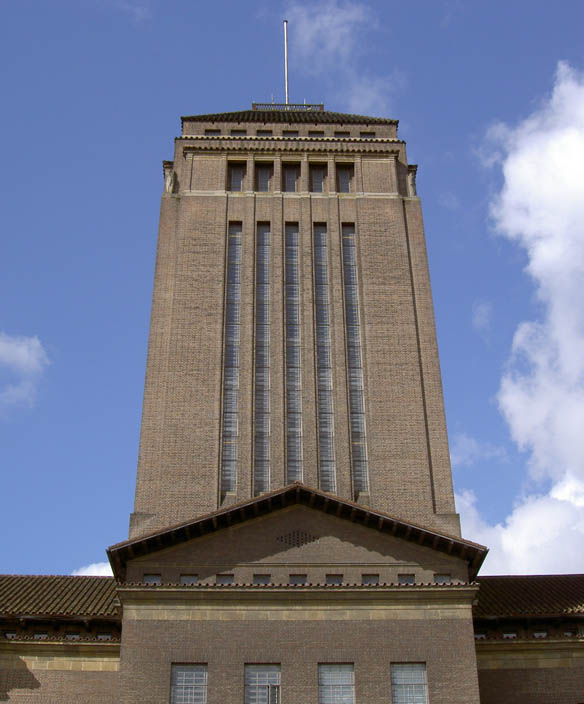
Turm der Universitätsbibliothek in Cambridge

Mit dem Voranschreiten der Liverpool Cathedral mehrte sich auch Scotts Ruhm. Er sicherte sich zunehmend Aufträge für weltliche Gebäude. Er entwarf höchst selten Privathäuser. Wenn doch, galten sie als sehr gelungen, wie zum Beispiel sein eigenes Haus im Londoner Stadtteil Paddington (1924).
Am 19. Juli 1924 wurde er als Knight Bachelor in den persönlichen Adelsstand erhoben.
Scotts allgegenwärtigstes Design entstand für die britische Postverwaltung. Er war einer von drei Architekten, die von einer Kommission dazu eingeladen wurden, neue Telefonzellen zu entwerfen. Die Einladung kam zu einer Zeit, als Scott Stiftungsrat des Soane-Museums in London wurde. Er gewann den Wettbewerb mit einem klassischen Entwurf mit Kuppeldach, der sich an demjenigen des Mausoleums von Sir John Soane orientiert. Die Kommission hatte vorgegeben mit Baukosten von 40 Pfund auszukommen. Diese Vorgabe konnte mit 50 Pfund nicht eingehalten werden. Die ganz aus Eisen hergestellten Telefonzellen gingen als Modell K2 in Serienproduktion, konnten aber auch wegen ihrer Größe: 90 cm × 90 cm Grundfläche und einer Höhe von 2,40 m nicht überall aufgestellt werden. Man beschaffte daher nur 1500 Stück für London. Die Postbehörde bat Scott 1929 eine neue Telefonzelle aus dem kleineren und kostengünstigeren Modell K1 und dem formschönen Modell K2 zu entwerfen. Das Ergebnis war die K3, von der 12.000 Stück in den nächsten sechs Jahren aufgestellt wurden. Zum Thronjubiläum im Jahre 1936 von König Georg V. wandelte Scott das Modell K2 ab und schuf die K6, genannt Jubilee Kiosk. Bis zum Ende der 1930er Jahre wurden 20.000 Stück des Modells K6 in beinahe jedem Ort im Vereinigten Königreich aufgestellt.

## Markante Gebäude
Die Londoner Elektrizitätsgesellschaft hatte ein neues Kraftwerk in Auftrag gegeben und engagierte 1930 Giles Gilbert Scott als Berater, um das Äußere des unvermeidbar massiven Gebäudes gefälliger zu gestalten. Er verkleidete die Wände mit Backsteinen und führte weitere Detailarbeiten aus. Er gestaltete die Kamine so, dass sie klassischen Säulen glichen. Die Battersea Power Station wurde 1933 eingeweiht, steht aber seit 1982 leer und ist heute noch eines der markantesten Gebäude in London. In Cambridge entwarf er die Bibliothek der Universität Cambridge. Rund um zwei Innenhöfe errichtete er ein sechsstöckiges Gebäude, welches von einem zwölfstöckigen Gebäude überragt wird.

## Berufliche Anerkennung
Zu Beginn der 1930er war die Anerkennung für Scotts Arbeiten am größten, und er wurde 1933 zum Präsidenten des Royal Institute of British Architects gewählt. In seiner Antrittsrede kritisierte er sowohl die „extremen Traditionalisten“ wie auch die „extremen Modernisten“ und warb für einen Mittelweg, bei dem moderne Baumethoden mit traditionellen Baustilen in Einklang gebracht werden sollten.
Scotts Suche nach diesem Mittelweg stieß auf Widerstand, als er 1942 als Architekt für die neue Kathedrale in Coventry ausgewählt wurde. Während der Bischof ein modernes Design wünschte, bestand die Royal Fine Arts Commission auf dem Wiederaufbau der alten Kathedrale. Scott konnte es keiner Seite recht machen und entwarf ein Gebäude, das „weder Fisch noch Vogel“ war. 1947 gab er den Auftrag zurück, und in der Folge baute Basil Spence eine Kathedrale in kompromisslos modernem Stil.
Nachdem der Saal des House of Commons im Palace of Westminster durch deutsche Luftangriffe zerstört worden war, wurde Scott 1944 mit dem Wiederaufbau beauftragt. Das bestehende Gebäude ließ ihm nicht viele Möglichkeiten offen, doch er teilte die Meinung, dass der neue Saal nahtlos in das Design von Charles Barry und Augustus Pugin passen musste. Winston Churchill meinte dazu: „Wir formen unsere Gebäude, und diese formen uns“. Am 25. Januar 1945 genehmigte das Unterhaus Scotts Plan mit 121 zu 21 Stimmen.

## Späte Arbeiten
Die ersten Jahre nach dem Zweiten Weltkrieg waren noch vollumfänglich durch den Wiederaufbau geprägt. Scott baute ein neues Dach für die Guildhall in der City of London sowie modernistische Bürogebäude aus Backstein für die Corporation of London. Obwohl er eigentlich gegen den Bau von Industriegebäuden in den Innenstädten war, nahm er den Auftrag an, in Southwark am Südufer der Themse die Bankside Power Station zu bauen. Dieses Gebäude wurde Ende der 1990er Jahre zur Tate Modern umgebaut.
Scott arbeitete am Entwurf für die römisch-katholische Church of Christ the King in Plymouth, als er an Lungenkrebs erkrankte. Er nahm die Pläne mit in das University College Hospital, wo er an ihnen bis zu seinem Tod weiterarbeitete.

## Bauwerke
- St. Botolph’s Church, Carlton-in-Cleveland, Yorkshire (1896–1897; Gilbert Scott hatte die Kirche nicht selbst entworfen, sondern war für die Bauausführung verantwortlich)
- Nanfans (Privathaus), Prestwood, Buckinghamshire (1903)
- Liverpool Cathedral (Design 1903 – Scott blieb diesem Bauwerk bis zu seinem Tod verbunden)
- Kapelle an der London Road, Harrow (1905–1906)
- Church of the Annunciation in Bournemouth (1906)
- Bestuhlung im Mittelschiff der All Saints’ Church in Bubwith, Yorkshire (1909)
- Ostfenster der St Giles Church in Burnby, Yorkshire (1909)
- Our Lady Star of the Sea and St Maughold Church in Ramsey (Isle of Man) (1909–1912)
- Mittelschiff der St Mary’s Church in Bury (1910)
- Restaurierung des Klostergevierts der Chester Cathedral (1911–1913)
- Kanzel der All Hallows’ Church in Gospel Oak (1913–1915)
- Church of Our Lady of the Assumption in Northfleet, Kent (1913–1916)
- Lady Chapel Reredos, St Michael’s Church in Elswick bei Newcastle upon Tyne (1914)
- Dachgebälk der St Deiniol’s Church in Hawarden, Flintshire (1915–1916)
- Church of St Paul in Liverpool (1916)
- Kanzel der St Catherine’s Church in Pontypridd (1919)
- Kriegsdenkmal in Hanmer, Flintshire (1919)
- Kriegsdenkmal in Hawarden, Flintshire (1919–1920)
- Kriegsdenkmal in der St Saviour’s Church von Oxton bei Birkenhead (1920)
- Kriegsdenkmal in der Our Lady of Victories Church in Clapham (1920)
- Umbau der Südkanzel der Church of St Mary Abbot in Kensington (1920–1921)
- War Memorial Chapel, Church of St Michael Chester Square in Belgravia (1920–1921)
- Refektorium und Kriegsdenkmal in der Holy Trinity Church von Trefnant, Denbighshire (1921)
- Ampleforth Abbey in Ampleforth, Yorkshire (1922, erst 1961 fertiggestellt)
- Memorial Court im Clare College (1923–1934)
- Mittelschiff und Monument für Abt Ramsay in der Somerset (1923–1925)
- Rote Telefonzelle, Modell K2 (1924)[3]
- Wiederaufbau der St George’s Church in Kidderminster (nach 1924)
- Kriegsdenkmal in Preston (1925)
- Kriegsdenkmal in der All Saints’ Church von Wigan (1925)
- Langhaus der Abteikirche von Downside Abbey (1925)
- Church of St Alban and St Michael in Golders Green (Design 1925, erbaut 1932–1933)
- Chester House am Clarendon Place in Paddington, London (1925–1926; sein eigenes Haus)
- Kapelle der Charterhouse School in Godalming, das größte Kriegsdenkmal in England (Design 1922; fertiggestellt 1927)
- All Saints’ Church in Wallasey (1927–1939, unvollendet)
- Church of St Michael, Ashford (Surrey) (1928; unvollendet)
- Neue Kapelle der Bromsgrove School in Bromsgrove (1928–1939)
- Weiterbau am Nordtrakt der St Swithun’s Buildings, Magdalen College (1928–1930)
- St Ninian’s Church (RC) in Edinburgh (1929; unvollendet)
- St Francis of Assisi Church in High Wycombe (1929–1930)
- Whitelands Teacher Training College (Lehrerseminar) in Wandsworth (1929–1931)
- Sockel der Statue von Joshua Reynolds, Burlington House, Piccadilly (1929/1931)
- Battersea Power Station, London (1929–1935)
- Nordostturm der Our Lady of Grace and St. Edward Church (RC) in Chiswick (1930)
- Rote Telefonzelle, Modell K3 (1930)
- Phoenix Theatre unweit der Charing Cross Road in London (1930)
- Altar der St Augustine’s Church an der Kilburn Park Road in London (1930)
- St Columba’s Cathedral in Oban, Argyllshire (1930–1952)
- Cropthorne Court (Privathäuser) in Maida Vale (1930/1937)
- Apsis und Nordturm der Church of Our Lady, Star of the Sea (RC) in Broadstairs, Kent (1930–1931)
- Schulzimmertrakt im Gilling Castle, Gilling, Yorkshire (nach 1930)
- St Andrew’s Church in Luton (1931–1932)
- Kapelle und Schulgebäude, Lady Margaret Hall, Universität Oxford (1931)
- Bibliothek der Universität Cambridge (1931–1934)
- William Booth Memorial Training College in Camberwell, Südlondon (1932)
- Vincent House am Vincent Square in Westminster (London) (1932; Berater)
- Pfarrhaus der St Francis of Assisi Church in High Wycombe (1933)
- Guinness-Brauerei in London (1933–1935)
- Ventilationsgebäude am New Quay für den Queensway Tunnel unter dem River Mersey (1934)
- Gebäude im Nordhof der Trinity Hall (Cambridge) (1934)
- Taufbecken der Church of St. Michael Chester Square in Belgravia, London (1934)
- Anbau der St Joseph’s Church in Sheringham, Norfolk (1934)
- Restaurierung der St Etheldreda’s Church (RC) in Holborn (1935)
- Fountains House an der Park Lane in London (1935–1938; Berater)
- Rote Telefonzelle, Modell K6 Jubilee Kiosk (1935), Weiterentwicklung seines Entwurfes von 1924 zum Thronjubiläum von König Georg V.[4]
- Hauptgebäude der Universität Southampton in Southampton (1935, in Zusammenarbeit mit Gutteridge and Gutteridge)
- Privathaus an der 22 Weymouth Street in Marylebone, London (1936)
- Neuer Lesesaal der Bodleian Library der Universität Oxford (1937–1940)
- Umbauten im Denham Golf Club, Buckinghamshire (1938)
- St Anne’s College, Universität Oxford (1938)
- Säule des Monuments für König Georg V., Old Palace Yard, Westminster (1939)
- Nord- und Südblock der County Hall in London (1939 sowie 1950–1958)
- Waterloo Bridge in London (1937–1940)
- Saal des House of Commons im Palace of Westminster (1945–1950)
- Kriegsdenkmal in der St. John the Baptist Church in Penshurst, Kent (1947)
- Forth Road Bridge (1947; Berater)
- Bankside Power Station in London (entworfen 1947, erbaut 1957–1960, heute die Tate Modern)
- Erweiterung des St Anne’s College, Universität Oxford (1949–1951)
- Kraftwerk Hoddesdon in Hertfordshire (1952)
- St Leonard’s Church in St Leonards-on-Sea bei Hastings (1953–1961, zusammen mit seinem Bruder Adrian)
- Dach der durch Bomben beschädigten Guildhall in der City of London (1953–1954)
- Erweiterung des Clare Memorial Court, Clare College, Universität Cambridge (1953–1955)
- Our Lady of Mount Carmel Church in Kensington (1954–1959)
- St Anthony’s Church in Preston (1954–1959)
- Büros der Corporation of London in der Guildhall, City of London (1955–1958; Vorschläge für Umbauten)
- Kapelle des Trinity College, Universität Toronto, Kanada (1955)
- Kraftwerk North Tees bei Billingham (1950er; abgerissen)
- St Mark’s Church in Biggin Hill (1957–1959)
- Church of Christ the King in Plymouth (1961–1962; posthum gebaut)